# 黑鸫窄体吸虫
黑鸫窄体吸虫（学名：Lyperosomum turdia）为双腔科窄体属的动物。分布于日本以及中国大陆的中国等地，营寄生生活，终末宿主黑鸫、乌灰鸫、白腹鸫，寄生于肝脏以及胆管。